# سیارک ۱۷۸۹۱
سیارک ۱۷۸۹۱ (به انگلیسی: 17891 Buraliforti، نامگذاری:1999EA) هفده هزار و هشتصد و نود و یکمین سیارک کشف شده‌است که در ۶ مارس ۱۹۹۹ کشف شد.
قدر مطلق سیارک برابر ۱۴٫۸۰ است.